# Óscar Figuera
Óscar Ramón Figuera González (Tucupita, estado Delta Amacuro, 6 de octubre de 1954) es un político y líder sindical que se desempeña como secretario general del Partido Comunista de Venezuela (PCV). Ha sido diputado a la Asamblea Nacional de Venezuela por los estados Aragua (2006-2011) y Guárico (2011-2021), y por Lista Nacional (2021-2026). En las últimas elecciones parlamentarias del 6 de diciembre de 2020 fue candidato por el Partido Comunista de Venezuela, organización que hizo tolda aparte del Gran Polo Patriótico Simón Bolívar con el mensaje de radicalizar la Revolución Bolivariana, que lo había llevado a la Asamblea Nacional en períodos anteriores. Alcanzó el triunfo como diputado reelecto a la Asamblea Nacional para el periodo 2021-2026. Es una figura de oposición al gobierno de Nicolás Maduro.

## Secretario general del Partido Comunista de Venezuela
Óscar Figuera ejerce la función de secretario general del Partido Comunista de Venezuela desde 1996, partido al cual ingresó en el año de 1977. Óscar Figuera fue designado secretario general encargado del PCV en enero de 1996, en un Pleno del Comité Central realizado en la ciudad de Acarigua, estado Portuguesa, ante el delicado estado de salud de Trino Meleán (secretario general en ese momento). Luego, a principios de noviembre de ese mismo año, se realizó el X Congreso del PCV y el Comité Central allí electo, ratificó al camarada Óscar Figuera como secretario general. Óscar Figuera ha sido ratificado en la Secretaría General por el Comité Central del PCV en los congresos XI, XII, XIII XIV y XV del PCV.

## Dirigente sindical
Óscar Figuera inició su actividad sindical a la edad de 17 años, su vida laboral ha estado enmarcada dentro de los trabajadores metalúrgicos del estado Aragua, allí se fue iniciando como dirigente sindical regional, hasta que en 1986 resultó elegido como secretario general de la Central Unitaria de Trabajadores de Venezuela (CUTV), confederación sindical clasista de carácter nacional conexa al Partido Comunista de Venezuela, en 1990 fue ratificado como su secretario general, y en 1996 fue elegido como presidente de la misma, desempeñándose en ese cargo por varios años en paralelismo con el cargo de secretario general del PCV.

## Responsabilidades político-sindicales
Se incorpora a la lucha político-sindical en 1973. En su condición de obrero calificado (operador de hornos) en la empresa Grifos de Venezuela (GRIVEN) y afiliado al Sindicato de Trabajadores de Llaves de Metal, Plomerías, Similares y Conexos del Distrito Ricaurte (actual Municipio Ribas) del Estado Aragua (SUTILLAPLO), con sede en La Victoria. Es designado en un primer momento secretario de actas, posteriormente, secretario de organización de dicho sindicato.
En 1974 asume la Secretaría Ejecutiva de la Central de Trabajadores de Aragua (CTA-Clasista), organización que para la fecha no estaba confederada, y contaba con más de treinta y cinco sindicatos afiliados. En 1977 pasa a ejercer la Secretaría General de la misma.
En 1978, luego de fusionarse la CTA-Clasista con la CTA-CUTV y afiliarse a la Central Unitaria de Trabajadores de Venezuela (CUTV), es electo Adjunto a la Secretaría Nacional de Organización de la Central Unitaria de Trabajadores de Venezuela (CUTV) en su VIII Congreso.
Miembro fundador de la ESCUELA DE FORMACIÓN OBRERA (EFO), Maracay, cuyo promotores y articuladores principales fueron la camarada abogada Priscila López y el doctor Isaías Rodríguez. Electo Secretario General de la Central Unitaria de Trabajadores de Venezuela (CUTV) en 1985 y Presidente en 1996. En 1986 es designado miembro del Consejo General de la Federación Sindical Mundial.
Durante su actividad político-sindical iniciada en 1973 hasta la presente fecha, ha participado en la organización de numerosos sindicatos del área textil, alimentación, metalúrgica, metalmecánica, químicos, plástico, agroindustria, transporte, campesino, trabajadores informales, construcción, petróleo, etc.

### Responsabilidades políticas de Dirección

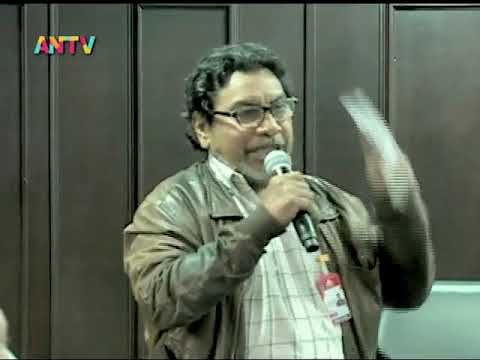
Figuera en una sesión de la Asamblea Nacional en 2022

Sus primeros contactos y actividades políticas (1973-1977) las desarrolla en forma simultánea con núcleos de las organizaciones siguientes: Partido Comunista de Venezuel (PCV), PRV-Ruptura (los doctores Ángel J. Márquez –la bruja Márquez- y Priscila López eran los asesores jurídicos de la CTA-Clasista), Movimiento Primero de Mayo, Liga Socialista y Movimiento al Socialismo (MAS).
Orgánicamente sólo ha militado en el Partido Comunista de Venezuel (PCV), al cual se incorpora en 1977 en La Victoria, Estado Aragua. En 1980 es designado miembro del Comité Local del PCV en el Distrito Ricaurte, que agrupaba los actuales municipios José Félix Ribas, Bolívar, Revenga, Santos Michelena y Tovar.
Para la misma época pasa a formar parte del Comité Regional del PCV en el Estado Aragua.
En 1983 es electo Concejal del Municipio Ricaurte por el PCV, en la alianza de izquierda (Coordinadora de Izquierda) que apoyó la candidatura presidencial de José Vicente Rangel, cargo que no ejerció al privilegiar el frente sindical.
En 1985 es electo miembro suplente del Comité Central (CC) del PCV en el séptimo Congreso (Caracas 23 al 27 de octubre de 1985). En 1990 es electo miembro principal del Comité Central del PCV en el octavo Congreso. En 1993 pasa a la condición de miembro suplente del Buró Político (BP) del Comité Central del PCV. 1993: 9.º Congreso decide apoyar a Rafael Caldera con el objetivo de fracturar el bipartidismo, lograr libertad de insurrectos del 4 de febrero de 1992 y revertir El Gran Viraje de Carlos Andrés Pérez, mejorar relaciones con Cuba. En 1995 es designado miembro principal del BP.
En enero de 1996, en el Pleno del CC del PCV realizado en Acarigua, estado Portuguesa, que decide la ruptura del apoyo político del PCV al gobierno del doctor Rafael Caldera, es designado Secretario General encargado del CC-PCV. En el X Congreso del PCV (octubre de 1996) es reelecto miembro principal del Comité Central (con el mayor número de votos de las delegadas y delegados), y el CC lo designa su Secretario General.
El XI Congreso del PCV (marzo del 2002), en cuyo informe se demuestra el golpe fascista en preparación y levantamos la consigna: “IMPULSAR LA REVOLUCIÓN, APLASTAR LA CONSPIRACIÓN”, le ratifica la condición de miembro principal del CC y el CC lo nombra nuevamente su Secretario General. Ese Congreso contó con la presencia del Presidente Chávez, quien intervino en su instalación.
Integró la dirección nacional de la Fuerza Bolivariana de Trabajadores (FBT).
Formó parte, en representación del PCV, junto con Pedro Ortega Díaz, de la Coordinación Nacional del Polo Patriótico desde el mismo momento de su creación en 1998 y del Comando Político de la Revolución, en cuyas instancias defendió la necesidad de impulsar la construcción de una Dirección Colectiva y Unificada de la Revolución Venezolana, que articulase la acción coherente de las fuerzas político-partidistas y sociopolíticas, tal como lo establece la Línea Política de Amplia Unidad Popular-Revolucionar que plantea el PCV. Fue miembro, junto a Pedro Ortega Díaz, del Comando Nacional Ayacucho, en cuyo seno ha mantenido la defensa de las posiciones anteriormente señaladas. En diciembre de 2005 es electo diputado a la Asamblea Nacional por el Partido Comunista de Venezuela en la alianza electoral conformada por el PSUV-PCV y otras organizaciones políticas, en una elecciones donde no participo la oposición.
El 5 de enero de 2006 asume la condición de diputado de la Asamblea Nacional y es designado vicepresidente de la Comisión Permanente de Desarrollo Social Integral de la Asamblea Nacional para el año legislativo 2006-2007 y ratificado para el 2007-2008, en cuya oportunidad le correspondió asumir la Presidencia de la Comisión Especial que investigó lo referente a la no inclusión de cientos de trabajadores que participaron en la contingencia petrolera y debían ser absorbidos por la PDVSA a instancia de un mandato del Presidente Hugo Chávez, lográndose la incorporación de más de 1.100 trabajadoras/es que habían sido afectados. 
Reelecto como miembro principal del CC-PCV en el XII Congreso del PCV (octubre 2006) y el CC, nuevamente, lo designa su Secretario General. Con motivo de la propuesta del presidente Chávez de crear el PSUV, se planteó en el seno del PCV un debate sobre su vigencia, lo cual llevó a la realización del XIII CONGRESO EXTRAORDINARIO DEL PCV (marzo 2007), en cuyo evento se ratificó la necesidad de la existencia del Partido Comunista de Venezuela (PCV). Fue parte de la Dirección Política del PCV que defendió la tesis de la vigencia del PCV, la cual logró más del 90% del apoyo del XIII Congreso.
En enero del 2008 hasta enero del 2010, es designado presidente de la Comisión Permanente de Desarrollo Social Integral de la Asamblea Nacional, asumiendo como tarea prioritaria impulsar el debate nacional sobre una Nueva y Revolucionaria Ley Orgánica del Trabajo, conjuntamente con la promoción de: el Proyecto de Ley Especial de los Consejos Socialistas de Trabajadoras y Trabajadores, la reforma integral a la Ley Especial de Regularización de la Tenencia de la Tierra en los Asentamiento Urbanos Populares (cuyo informe para segunda discusión fue consignado ante la Junta Directiva de la AN el año 2009), la reforma a la Ley Especial de Alimentación para las y los Trabajadores (informe consignado en 2009 ante la Junta Directiva de la AN), así como la atención de numerosos casos de reclamación de derechos laborales y sociales presentados por trabajadoras, trabajadores y demás sectores populares.
En la condición de presidente de la Comisión Permanente de Desarrollo Social Integral de la Asamblea Nacional, entre otros casos emblemáticos, impulsamos los siguientes: todo lo concerniente a la renacionalización de SIDOR; la propuesta dirigida a que el Ministerio del Poder Popular para la Educación reconociese a las Madres Integrales la condición de trabajadoras al servicio de dicha institución y, en tal sentido, junto a un conjunto de medidas sociales y de formación, les cancelara el salario mínimo (informe de Comisión Mixta. Se le designa presidente de la Subcomisión de Seguridad Social, Políticas y Programas Sociales de la CPDSI-AN, en cuya responsabilidad se desempeña actualmente en la AN. 2010: Electo Diputado por el Estado Guárico por acuerdo del Presidente Chávez y el PCV, con apoyo de William Lara. En el 2011 XIV Congreso del PCV: Es reelecto miembro principal del Comité Central y el Comité Central lo elige de nuevo Secretario General.

## Diputado a la Asamblea Nacional de Venezuela

### Diputado por el Estado Aragua periodo 2006-2011
Óscar Figuera fue elegido como diputado principal por el estado Aragua, en las elecciones parlamentarias del 2005, respaldado por lo que más tarde sería conocido como Polo Patriótico.

### Diputado por el Estado Guárico periodo 2011-2016
Óscar Figuera resultó elegido como diputado principal en las elecciones parlamentarias del 2010, respaldado por el Gran Polo Patriótico. Óscar Figuera resultó elegido con 164.281 votos (58,27 %) por el estado Guárico como primero de la lista para el periodo que inició el 5 de enero de 2011 y culminó el 5 de enero de 2016, Figuera formó parte de la Comisión Permanente de Desarrollo Social Integral.

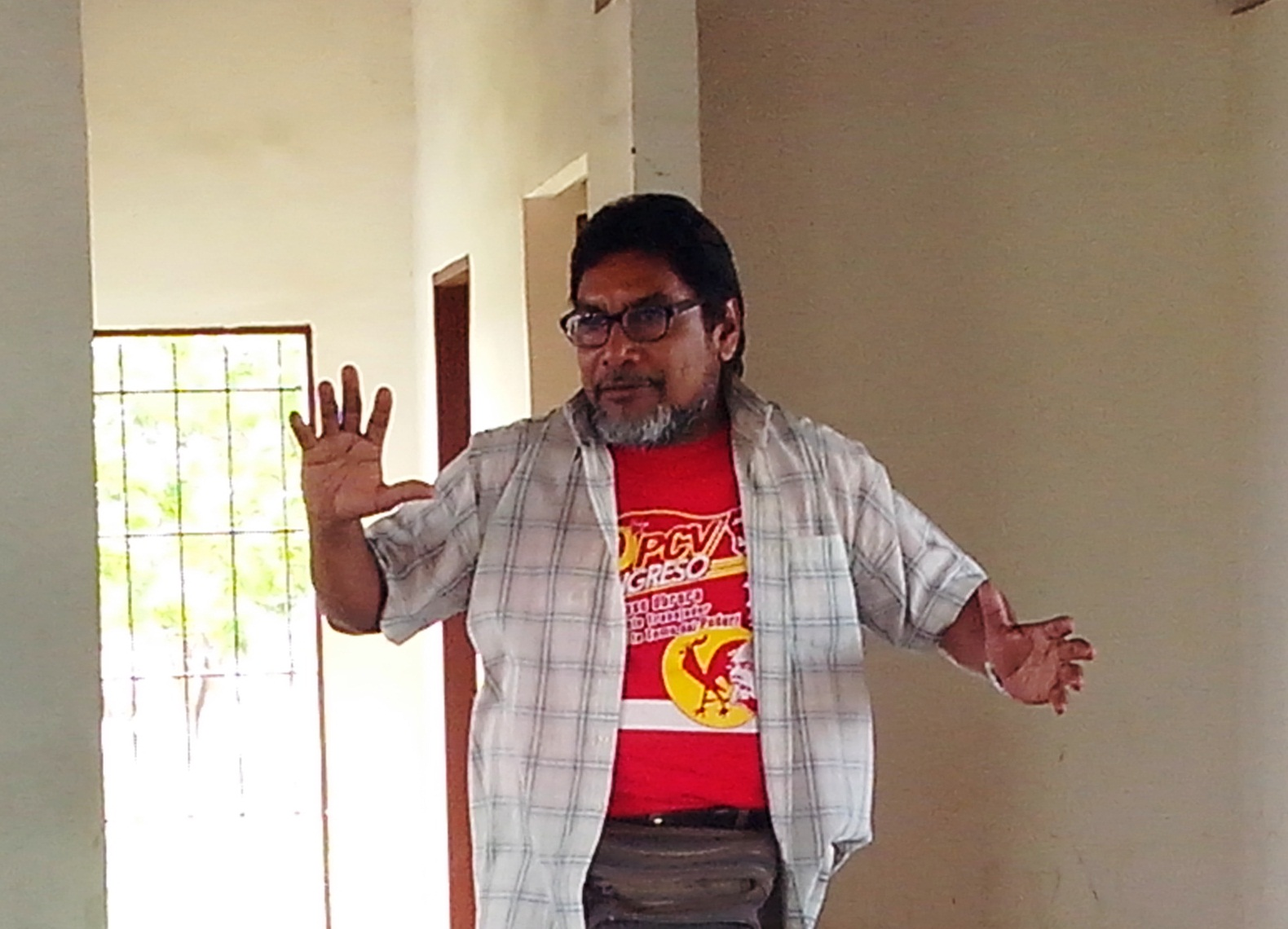
Óscar Figuera durante una charla.

### Diputado por el Estado Guárico periodo 2016-2021
Óscar Figuera fue reelecto como diputado principal en las elecciones parlamentarias de Venezuela en el año 2015, resultando nuevamente electo con por el estado Guárico para el periodo que inicia el 5 de enero de 2016 y culminará el 5 de enero de 2021. Óscar Figuera resultó elegido como primero de la lista con 175.857 votos (50,33%), respaldado por el Gran Polo Patriótico, el cargo lo asumió el 5 de enero de 2016, fecha en que fue juramentada la Asamblea Nacional. Figuera forma parte de la Comisión Permanente de Desarrollo Social Integral, dentro de la cual es Coordinador de la Subcomisión Laboral, Gremial y Sindical. Desde el año 2016 también se desempeña como diputado al Parlamento Latinoamericano ya que fue elegido para el cargo por la Asamblea Nacional de forma unánime.

### Ruptura con Nicolás Maduro
En las últimas elecciones parlamentarias del 6 de diciembre de 2020 fue candidato por el Partido Comunista de Venezuela, organización que hizo tolda aparte del Gran Polo Patriótico Simón Bolívar con el mensaje de radicalizar la Revolución Bolivariana, que lo había llevado a la Asamblea Nacional en períodos anteriores. Alcanzó el triunfo como diputado para el periodo 2021-2026 como cabeza de lista nacional de su partido, siendo su primera vez en posesionarse como diputado de elección por lista. 

## Pensamiento
Óscar Figuera declaró en 2023 que el gobierno de Nicolás Maduro «para nosotros no es chavista, es un gobierno neoliberal; Chávez llegó para revertir el paquete neoliberal. Un gobierno neoliberal no puede ser chavista». A su vez, dijo que: «Sí constatamos una deriva cada vez más autoritaria del gobierno de Nicolás Maduro que se corresponde con la aplicación de los paquetes neoliberales porque quienes controlan el poder tienen que utilizar la fuerza represiva para mantener el control sobre el pueblo».